# Primus & the Chocolate Factory with the Fungi Ensemble
Primus & the Chocolate Factory with the Fungi Ensemble es el octavo álbum de estudio de la banda de rock estadounidense Primus. Se trata de una versión personal de la banda sonora de la película de 1971 Willy Wonka & the Chocolate Factory. Fue publicado el 21 de octubre de 2014 y es el primer larga duración con Tim "Herb" Alexander en la batería desde Tales from the Punchbowl de 1995.

## Lista de canciones
Todas las canciones escritas y compuestas por Leslie Bricusse & Anthony Newley, arranged by Les Claypool (bass), Larry LaLonde (guitar), Tim "Herb" Alexander (percussion). 
| N.º | Título                    | Duración |  |
| 1.  | «Hello Wonkites»          | 2:00     |  |
| 2.  | «The Candy Man»           | 4:25     |  |
| 3.  | «Cheer Up Charlie»        | 3:35     |  |
| 4.  | «Golden Ticket»           | 5:07     |  |
| 5.  | «Lermaninoff»             | 0:04     |  |
| 6.  | «Pure Imagination»        | 5:28     |  |
| 7.  | «Oompa Augustus»          | 1:41     |  |
| 8.  | «Semi-Wondrous Boat Ride» | 2:35     |  |
| 9.  | «Oompa Violet»            | 1:45     |  |
| 10. | «I Want It Now»           | 4:09     |  |
| 11. | «Oompa Veruca»            | 1:39     |  |
| 12. | «Wonkmobile»              | 1:14     |  |
| 13. | «Oompa TV»                | 1:42     |  |
| 14. | «Farewell Wonkites»       | 4:58     |  |

## Personal
- Les Claypool – bajo, voz
- Larry LaLonde – guitarra
- Tim Alexander – batería